# Убиство српске деце на реци Бистрици
Убиство српске деце на реци Бистрици код Гораждевца десило се 13. августа 2003. године када су непознате особе из аутоматског оружја пуцале на српску децу која су се купала на овој реци. Тада су убијени Пантo Дакић (12) и Иван Јововић (19). Тешко су рањени Богдан Букумирић (14), Марко Богићевић (12), Драгана Србљак (13) и Ђорђе Угреновић (20). Убиство српске деце на реци Бистрици сматра се једним од четири највећа злочина над Србима од 1999. године и доласка међународне мисије на Косову и Метохији.

## Реакције и истрага
Убиство деце осудили су домаћи и међународни званичници, а због овог трагичног догађаја одржана је и седница Савета безбедности Уједињених нација. УНМИК је после напада саопштио да је непознат број људи из жбуња отворио ватру из "калашњикова" на педесетак деце и младих Срба из Гораждевца. Косовска полиција је у истрази саслушала 75 сведока, а претресла је и 100 кућа, без конкретних резултата. Убице дечака, и поред награде од милион евра и обећања представника Унмика да ће, како су рекли, "преврнути сваки камен да их нађу", нису познате, а за злочин над недужном децом још увек нико није одговарао. Тужилац Канцеларије специјалног тужилаштва Косова затворио је 2010. године овај случај због тога што, како је тада саопштено из Еулекса, истрага полиције није довела ни до каквих резултата или могућих осумњичених, али ће га поново отворити уколико се појаве нове информације.